# Бе-103
Бериев Бе-103 (на английски: Beriev Be-103) е лек, многоцелеви самолет-амфибия, проектиран от авиационна компания АНТК им. Г. М. Бериев, и конструиран от КнААПО (KnAAPO) в Русия. Предназначен за самостоятелни полети в немаркираните територии, разположени в далечния Сибир, Русия. Бе-103 е проектиран да оперира в райони с много реки, езера и потоци, и недостъпни по друг начин.

## Дизайн
Бе-103 е средноплощен моноплан, използващ основата на крилата си, като поплавъци. Отличителна черта, са характерните линии на корпуса, предназначени за по-добра стабилизация при опериране във вода, нехарактерно за западните си предшественици.
Бе-103 разполага с крило, преливащо в корпуса, със стреловидност от 22°, и дълщина от 3.4 метра, на неподвищния атакуващ ръб, и витла тип MT-12, с променлив ъгъл. Горивните резервоари са разположени в потопяемите части на крилата. Планерът е построен от алуминий-литиева сплав, и титаниеви сплави, в участъците с висока концентрация на стрес при метала. Самолетът разполага с черна кутия, записваща 30 параметъра от полета, в продължение на пет часа. Също така, машината разполага и със система за сигнализиране при пожар, система срещу обледеняване, както и с хидравлични спирачки. Основната черта, която отличава Бе-103 от съвременните самолети, е отсъствието на задкрилки на крилата.
При заявка, самолетът може да бъде оборудван с авто-пилот.
Извършва първият си полет на 15 юли, 1997 година.
При солов полет, е необходимо да се разположи баласт в близост до предната седалка вдясно, за да се изравни центъра на тежестта.

## Оператори
След като самолетът получава сертификат от американското бюро за авиационна безопасност, Бе-103 бива допуснат до пазарите в САЩ и Канада.
През 2010 година, три самолета Бе-103, биват записани в цивилният авиационен регистър в Америка. През 2004 година, Китай подписва договор на стойност от 20 милиона долара, с руското авиационно бюро КнААПО, за доставка на 20 броя от този самолет.
На 3 август, 2005 година, Бразилия издава сертификат за експлоатация на Бе-103.

## Данни
- Екипаж: 1 (Пилот)
- Капацитет: 5 пътника или 385 кг. товар
- Дължина: 10.65 метра
- Разпереност: 12.72 метра
- Височина: 3.76 метра
- Площ на крилата: 25.1 m2
- Маса празен: 1830 кг
- Максимална излетна маса: 2270 кг
- Fuel capacity: 245 литра
- Двигатели: 2 × Континентал IO-360-ES4 бутални двигатели, мощно^^ст 157 kW (211 кс) всеки
- Витла: Витло с три пера MT-12 с променлив ъгъл, диаметър 1.83 метра
- Максимална корост: 240 км/ч (на 3000 метра височина)
- Минимална скорост на полета: 115 км/ч
- Далечина на полета: 1070-1320 км
- Височина на полета: 5000 метра
- Цена: $ 1 500 000